# Стенли Крамър
Стенли Крамър (на английски: Stanley Kramer) е американски филмов режисьор и продуцент, роден през 1913 година, починал през 2001 година. 
Отговорен за създаването на едни от най-популярните холивудски филми с послания, Крамър е сред най-уважаваните режисьори и продуценти в киноиндустрията на 1950-те и 1960-те години. Три пъти е номиниран за награда „Оскар“ в категорията най-добър режисьор, шест пъти филми на които е продуцент са номинирани за най-добър филм от филмовата академия. Сред най-популярните произведения режисирани от него са заглавия като „Непокорните“ (1958), „Наследи вятъра“ (1960), „Нюрнбергският процес“ (1961), „Познай кой ще дойде на вечеря“ (1967) и др. Освен това, Крамър е продуцент на класиките „Смъртта на търговския пътник“ (1951), „Точно по пладне“ (1952) и „Дивият“ (1953). Изпълнители като Гари Купър, Максимилиан Шел и Катрин Хепбърн печелят статуетки „Оскар“ за ролите си във филми създадени от него. Носител е на престижния приз „Златен глобус“ в категорията за най-добър режисьор.

## Биография

### Ранни години
Стенли Ърл Крамър е роден на 29 септември 1913 година в Бруклин, Ню Йорк. Родителите му се разделят, когато той е много малък. Майка му работи като секретарка в нюйоркския офис на холивудското филмово студио Парамаунт Пикчърс. Чичо му Ърл Крамър работи в дистрибуторския отдел на друго от големите филмови студия – Юнивърсъл Студиос. Стенли посещава гимназията „DeWitt Clinton“ в Бронкс, след което влиза в Нюйоркския университет, където се дипломира в специалността бизнес администрация. Докато е в университета, той сътрудничи на вестника „Medley“, списвайки на страниците му своя седмична колонка. Това довежда до оферта за работа от холивудската компания 20th Century Fox, където Крамър отива да работи като младши писател за 70 долара на седмица. В продължение на 14 години, той работи за филмовите студия като сценарист, изследовател и редактор до 1947 година, когато основава собствена продуцентска компания в сътрудничество с Карл Форман и Джордж Глас. Междувременно, през 1943 година, Крамър е призован в армията, където допринася в създаването на тренировъчни филми.

## Филмография

### Режисьорска филмография
| година | филм                            | оригинално заглавие             | бележки                                       |
| ------ | ------------------------------- | ------------------------------- | --------------------------------------------- |
| 1955   | Не, като непознат               | Not as a Stranger               |                                               |
| 1957   | Гордост и страст                | The Pride and the Passion       |                                               |
| 1958   | Непокорните                     | The Defiant Ones                | номинации за „Оскар“ и „Златен глобус“        |
| 1959   | На брега                        | On the Beach                    | номинация за „Златен глобус“                  |
| 1960   | Наследи вятъра                  | Inherit the Wind                |                                               |
| 1961   | Нюрнбергският процес            | Judgment at Nuremberg           | награда „Златен глобус“, номинация за „Оскар“ |
| 1963   | Това е луд, луд, луд свят       | It's a Mad, Mad, Mad, Mad World |                                               |
| 1965   | Корабът на глупците             | Ship of Fools                   |                                               |
| 1967   | Познай кой ще дойде на вечеря   | Guess Who's Coming to Dinner    | номинации за „Оскар“ и „Златен глобус“        |
| 1969   | Тайната на Санта Виктория       | The Secret of Santa Vittoria    |                                               |
| 1970   | R. P. M.                        | R. P. M.                        |                                               |
| 1971   | Благословете зверовете и децата | Bless the Beasts and Children   |                                               |
| 1973   | Суровата Оклахома               | Oklahoma Crude                  |                                               |
| 1977   | Принципът на доминото           | The Domino Principle            |                                               |
| 1979   | Бегачът се препъва              | The Runner Stumbles             |                                               |

### Частична продуцентска филмография
| година | филм                          | оригинално заглавие             | бележки              |
| ------ | ----------------------------- | ------------------------------- | -------------------- |
| 1950   | Мъжете                        | The Men                         |                      |
| 1951   | Смъртта на търговския пътник  | Death of a Salesman             |                      |
| 1952   | Точно по пладне               | High Noon                       | номинация за „Оскар“ |
| 1953   | Дивият                        | The Wild One                    |                      |
| 1954   | Бунтът на кораба Кейн         | The Caine Mutiny                | номинация за „Оскар“ |
| 1958   | Непокорните                   | The Defiant Ones                | номинация за „Оскар“ |
| 1961   | Нюрнбергският процес          | Judgment at Nuremberg           | номинация за „Оскар“ |
| 1963   | Това е луд, луд, луд свят     | It's a Mad, Mad, Mad, Mad World |                      |
| 1965   | Корабът на глупците           | Ship of Fools                   | номинация за „Оскар“ |
| 1967   | Познай кой ще дойде за вечеря | Guess Who's Coming to Dinner    | номинация за „Оскар“ |